# Карнед-Ллевелин
Карнед-Ллевелин (валл. Carnedd Llywelyn) — горный хребет в массиве Карнеддай в Сноудонии, на границе округов Гуинет и Конуи, на северо-западе Уэльса. Это самая высокая точка горного массива Карнеддай, вторая по относительной высоте вершина в Уэльсе и 49-я на Британских островах.

## Топография
Карнед-Ллевелин пролегает с северо-востока на юго-запад массива Карнеддай, между Карнед-Дафид на юго-западе и Фоэл-Грач на севере. Короткий хребет связывает его с горой Ир-Элен на северо-западе. Восхождение на Карнед-Ллевелин представляет собой длительную прогулку, так как хребет находится в труднопроходимой местности. На него можно подняться с Герлана, вдоль по реке Ллафар, затем забраться на вершину Элен, откуда по короткому хребту можно попасть на Карнед-Ллевелин. Другой путь начинается с дороги А5, к водохранилищу, затем по склонам Крайг-ир-Исфа добраться до вершины. Также можно пойти по главной гряде, либо от Пен-ир-Оле-Вэн или от Фоэл-фрас.
Вершина — плоское каменистое плато, похожее на некоторые другие горы, которые находятся на юге массива Карнеддай. Скалы под хребтом популярны у скалолазов, особенно Исголион-Дуон и Крайг-ир-Исфа. В последнее время на вершине отмечаются продолжительные снеговые шапки. Самое высокогорное озеро в Уэльсе, Ллин-Ллиффант, находится на вершине Карнед-Ллевелин.

## Название
Название Карнед-Ллевелин означает «каирн Ллевелина» на валлийском. Широко распространено мнение, что Карнед-Ллевелин и соседний Карнед-Дафид названы в честь Лливелина ап Грифида и его брата Давида ап Грифида, последнего независимого принца Уэльского, соответственно. Другая теория говорит о том, что две вершины названы в честь Лливелина Великого, раннего принца Гвинеда, и его сына и преемника, Давида ап Лливелина. Другие источники предполагают обе версии.
Написание названия также противоречиво. Carnedd Llewelyn — это форма, используемая Топографической службой, картографическим агентством Великобритании и другими источниками. В Уэльсе преобладает правописание Carnedd Llywelyn (оно, например, используется на веб-сайте Управления Национального парка Сноудония); это форма, предпочитаемая большинством валлийских писателей. Многие авторитетные работы исследователей также используют валлийскую форму. Валлийское личное имя Llywelyn (Лливелин), от которого происходит название горы, всегда пишется на валлийском языке, хотя формы Llewelyn и Llewellyn встречаются в более старых англоязычных источниках.